# Simon Mason
Simon John Peter Mason (Wirral, 22 de octubre de 1973) es un ex–jugador británico de rugby que se desempeñaba como fullback.

## Carrera
Al Richmond en el 1997 en English Premiership, el año siguiente se transfirió a Irlanda del Norte, al Ulster Rugby, con el cual ganó en 1999 la Copa de Campeones, luego jugó una temporada con el Stade Français Paris.
En el 2001 se marchó a Italia para jugar en Benetton Rugby Treviso: con el club blanco-verde ganó dos títulos italianos, en el 2003 y en el 2004: en ambos torneos fue también el mejor realizzatore del campeonato con, respectivamente, 323 y 322 puntos; con el club trevigiano marcó un total de 867 puntos.
Vuelto en Inglaterra militó, como jugador#-entrenador, en el Orrell (Wigan) y, en el final de carrera, en el Caldy (Merseyside), en la cual disputó su último encuentro en el abril de 2008 a seguido de la fractura a una pata, cuando tenía sin embargo ya anunciado el suyo retiro; vuelto a la enseñanza a tiempo lleno al St Anselm College de Liverpool, es también gerente deportivo del equipo de rugby de la misma institución.

## Palmarés
- Campeón de la Copa Heineken 1998–99.
- Campeón del Campeonato Nacional de Excelencia de 2002–03 y 2003–04.